# Fragonard
Fragonard (Parfumerie Fragonard) er et af de største parfumefirmaer i Grasse i Provence i Frankrig.
De bruger kun udtræk af æterisk olie fra roser, jasmin og lavendel.
Den færdige parfume fremstilles af de store modehuse, hvor den blandes og tilsættes sprit (ætanol).
Fragonard har et museum, der er åbent det meste af året.

## Ekstern henvisning
- Fragonards hjemmeside Arkiveret 14. december 2020 hos  Wayback Machine

| Frankrig | Spire Denne artikel om et firma eller en virksomhed i Frankrig er en spire som bør udbygges. Du er velkommen til at hjælpe Wikipedia ved at udvide den. |

1. ↑  Navnet er anført på engelsk og stammer fra Wikidata hvor navnet endnu ikke findes på dansk.